# Televisión Nacional Uruguay

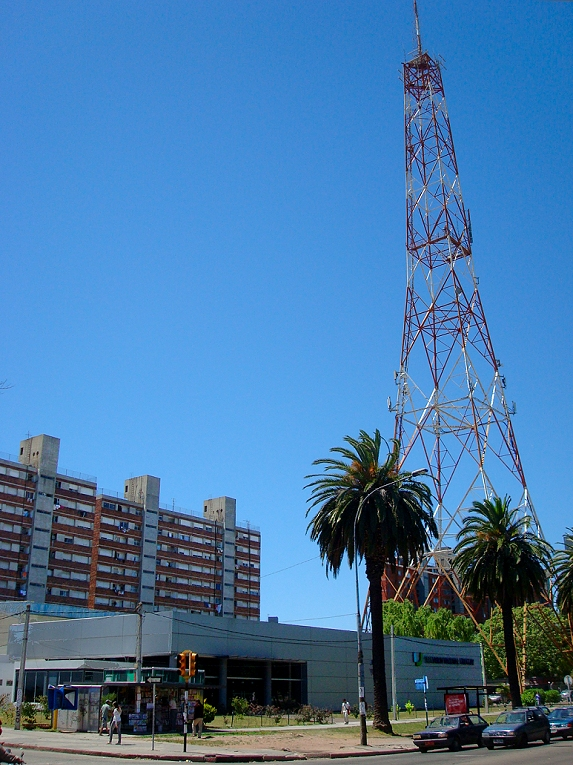
Television Nacional Uruguay "Canal 5" (vue du boulevard Artigas), Larrañaga, Montevideo, Uruguay.

TNU - Televisión Nacional Uruguay (Chaîne 5), est une chaîne de télévision uruguayenne. En tant que service public, elle propose une programmation pour tous les publics, axée sur l'information, le divertissement et la culture,.

## Histoire de la chaîne
TNU - Televisión Nacional Uruguay a été la première chaîne de télévision autorisée à diffuser en 1955, mais en raison de problèmes bureaucratiques, il a fallu huit ans pour établir sa fondation. Son premier directeur a été Justino Zavala Carvalho.

## Programmes
Dans sa programmation générale, centrée sur tous les publics, on retrouve des programmes axés sur la diffusion culturelle, l'enseignement, la science, les arts, ainsi que des interviews avec différents acteurs politiques et sociaux, le programme le plus important de l'actualité est TNU Central, bien que le magazine du matin Cambiando el aire se démarque également, ainsi que la série télévisée Cuisiner avec le livre, déclarée d'intérêt culturel par le Ministère de l'éducation et de la culture de l'Uruguay,.